# Hans Leithe
Hans Leithe (* 21. März 1978) ist ein ehemaliger norwegischer Skilangläufer.

## Werdegang
Leithe, der für Moen SK startete, trat international erstmals bei den  Nordischen Junioren-Skiweltmeisterschaften 1998 in Pontresina in Erscheinung. Dort gewann er die Silbermedaille mit der Staffel und belegte den 11. Platz über 30 km klassisch. Sein erstes Weltcuprennen lief er im März 1999 in Oslo, das er auf dem 62. Platz über 50 km Freistil beendete. Im folgenden Jahr holte er dort mit dem 30. Platz im Sprint seine einzigen Weltcuppunkt. Im November 2000 absolvierte er in Beitostølen sein viertes und damit letztes Weltcupeinzelrennen, das er auf dem 45. Platz über 10 km Freistil beendete. Zudem erreichte er dort mit dem dritten Platz mit der Staffel seine einzige Podestplatzierung im Weltcup.